# 327. pěší divize (Wehrmacht)
327. pěší divize (německy: 327. Infanterie-Division) byla divize německé armády (Wehrmacht) za druhé světové války.

## Historie
327. pěší divize byla založena 15. listopadu 1940 ve Vídni jako domácí divize v rámci třinácté sestavovací vlny německé armády. Divize byla poslána do okupované Francie, aby zabezpečila ochranu bretaňského pobřeží. V březnu 1943 byla divize přeložena na východní frontu a bojovala u Kursku, Kyjeva a Žytomyru. V červenci 1943 byla divize podřízena Skupině armád Severní Ukrajina. 2. listopadu 1943 byla divize kvůli těžkým ztrátám zrušena. Zbylé části 327. pěší divize byly začleněny do 340. pěší divize.

## Velitelé
| Datum             | Hodnost        | Jméno             |
| ----------------- | -------------- | ----------------- |
| 15. listopad 1940 | generálporučík | Wilhelm Rupprecht |
| říjen 1942        | generálmajor   | Theodor Fischer   |
| 30. říjen 1942    | generálporučík | Rudolf Friedrich  |
| srpen 1943        | plukovník      | Walter Lange      |